# Cryphia brunneiplaga
Cryphia brunneiplaga là một loài bướm đêm trong họ Noctuidae.